# Blackburn Skua

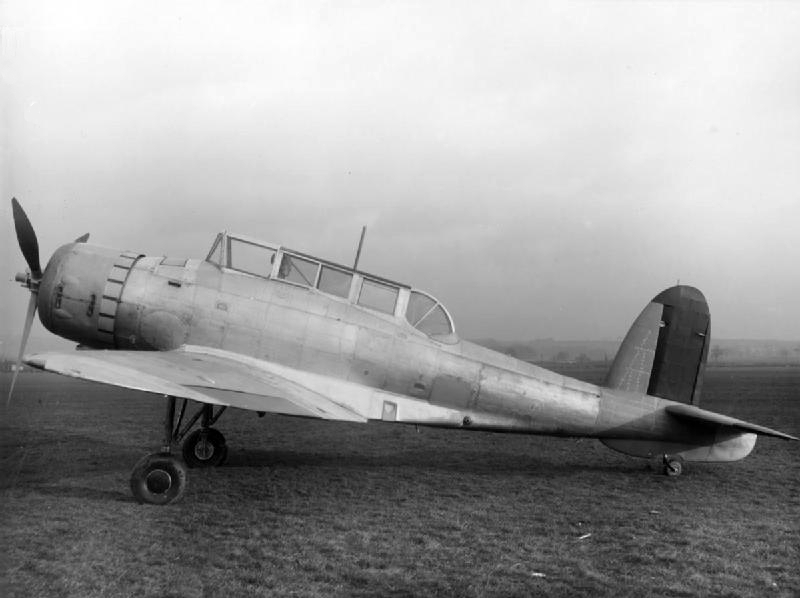
Первый прототип (K5178), 1937 год.

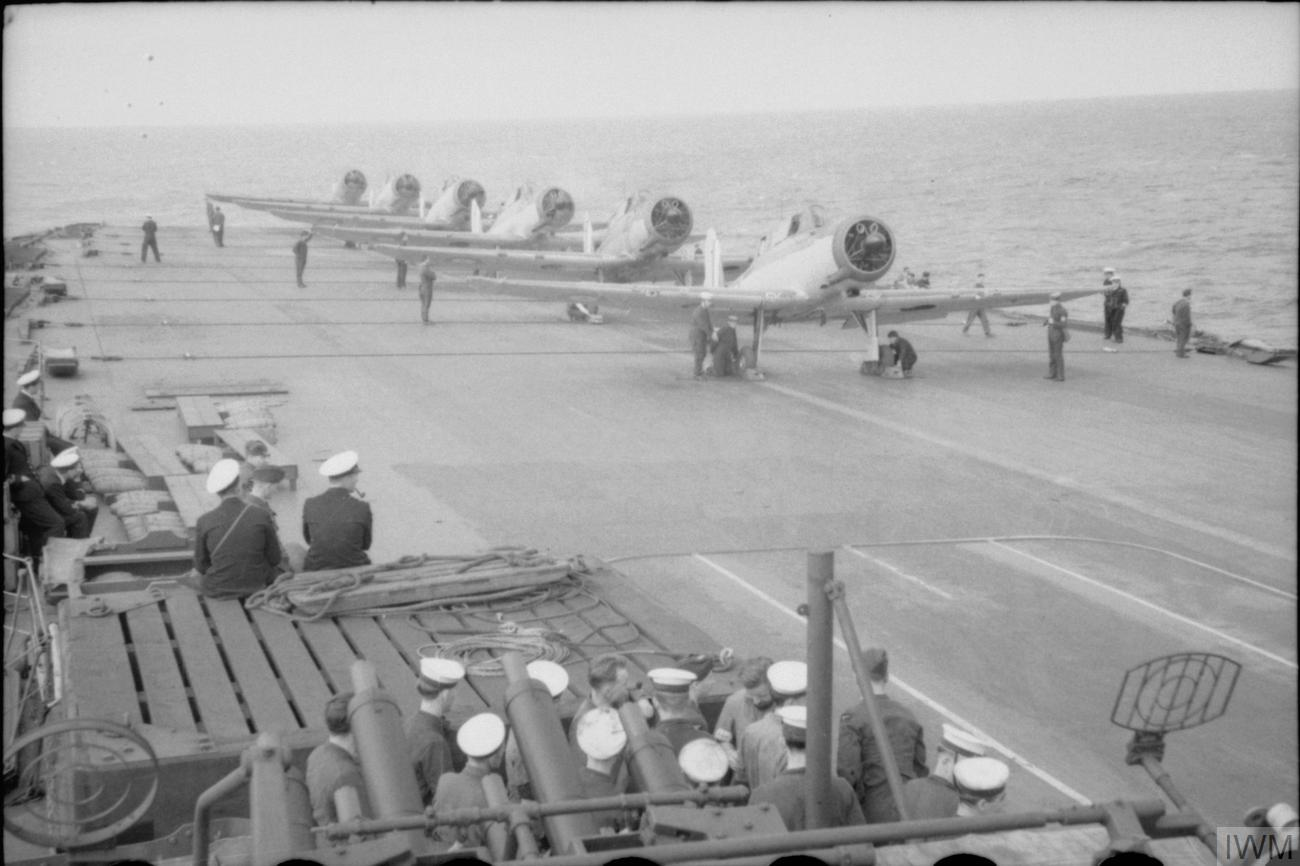
Самолёты 800-й морской эскадрильи на палубе авианосца Ark Royal.

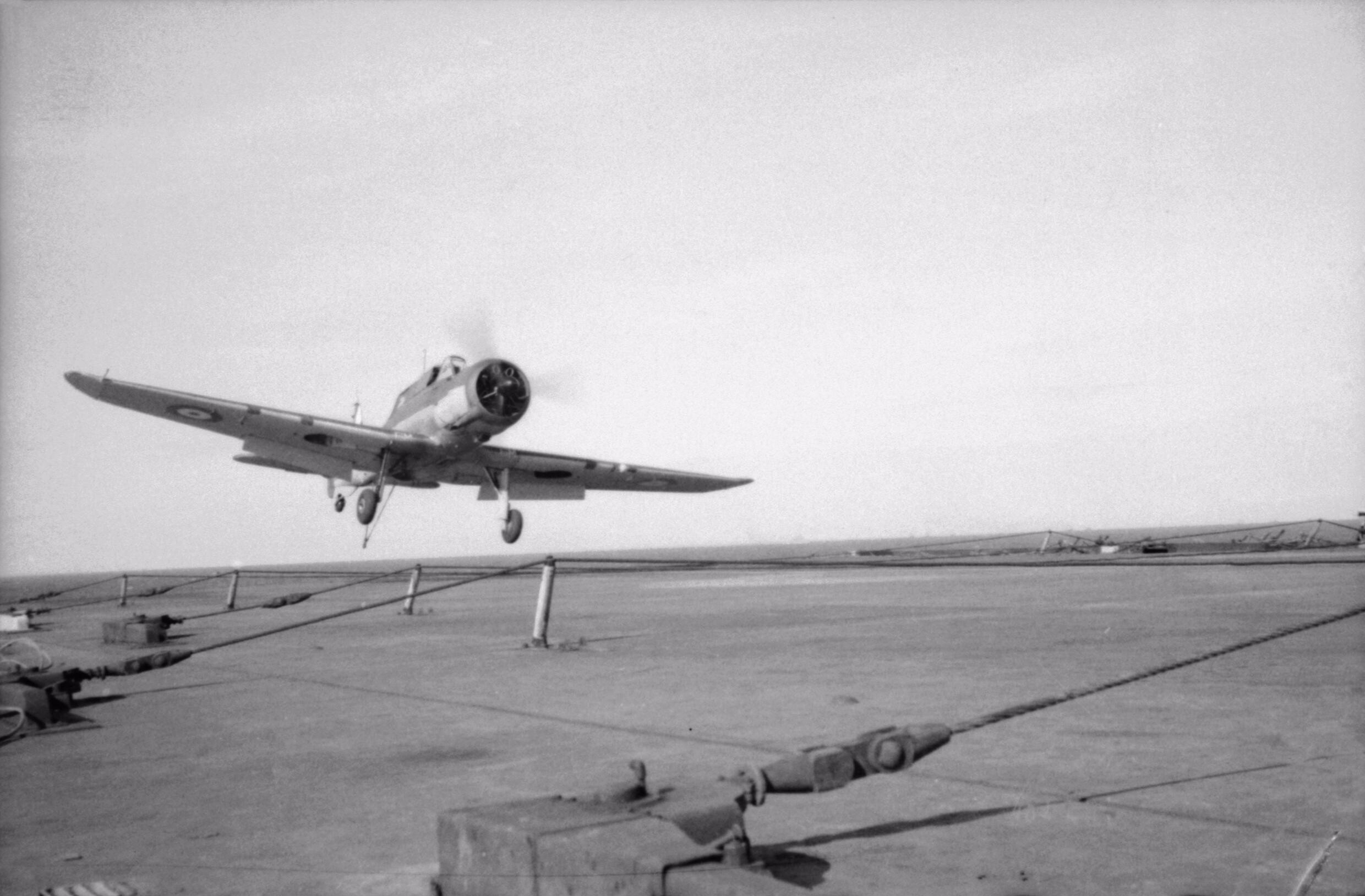
Посадка на авианосец

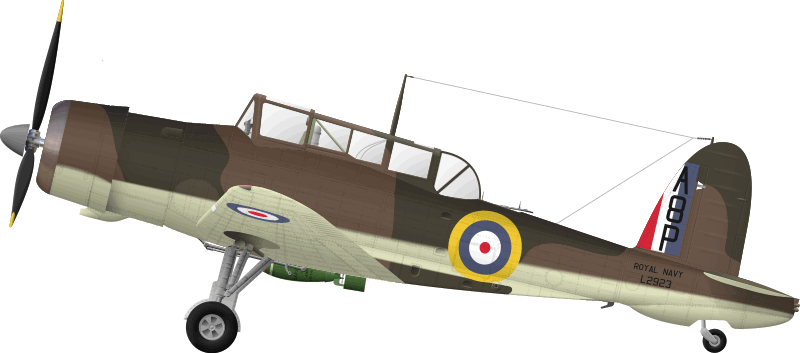
Цветовая схема Skua L2923, «красный-1» из состава 803-й морской эскадрильи, один из 16 самолётов с авиабазы Хэтстон, участвовавших 10 апреля 1940 года в потоплении немецкого крейсера «Кёнигсберг» в бухте Бергена. При возвращении потерпел аварию, став единственным самолётом потерянным в тот день.

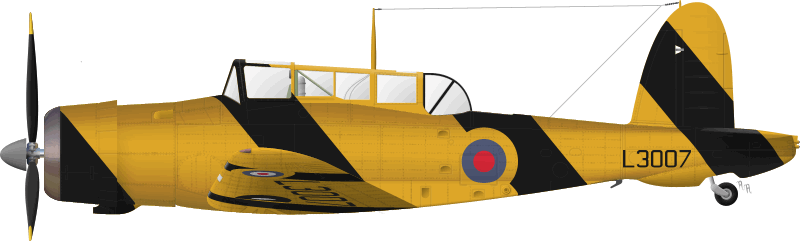
Skua L3007 в окраске буксировщика мишеней, 1941 год.

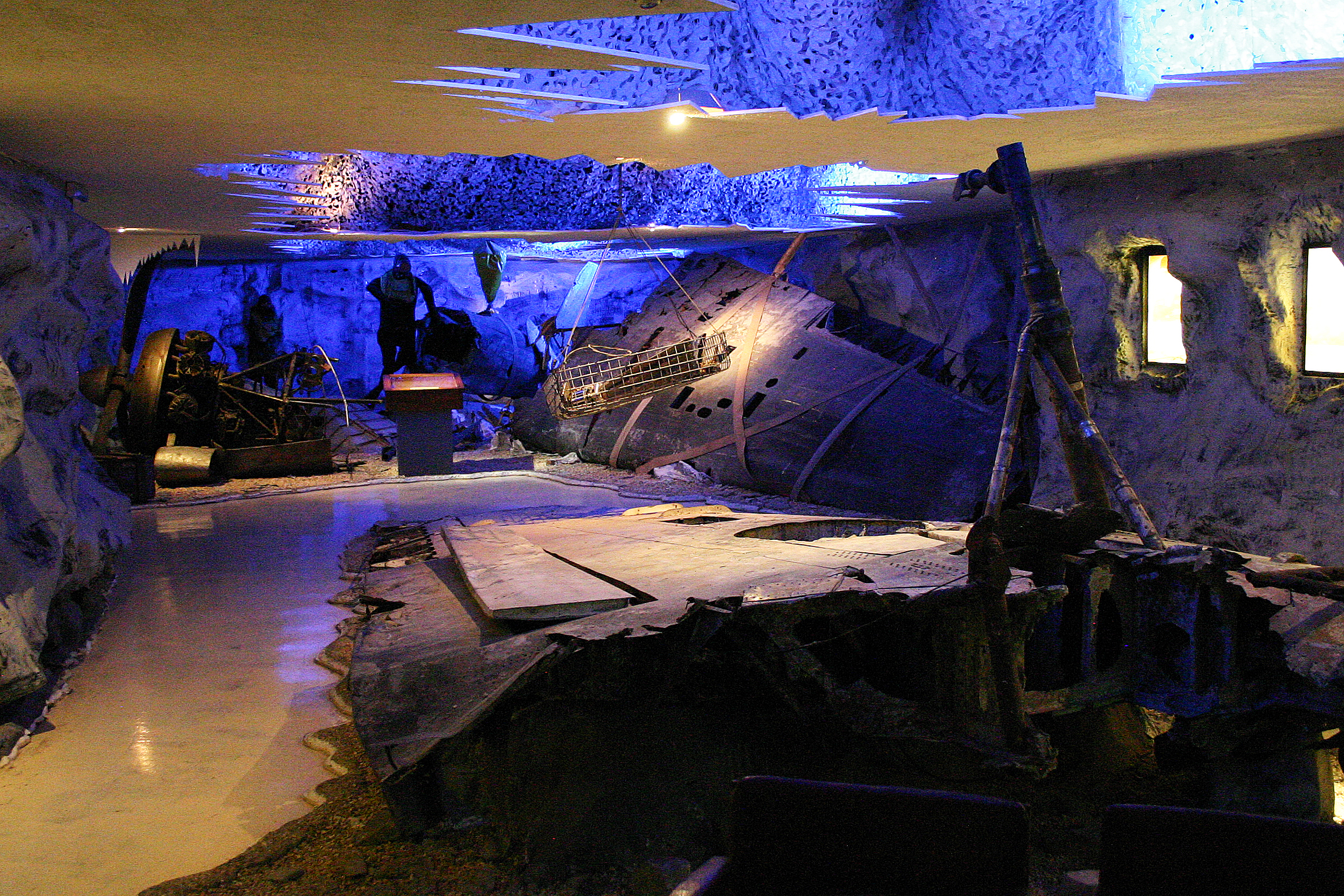
Обломки самолёта L2940 в экспозиции Музея морской авиации (авиабаза Йовилтон).

Блэкберн «Скьюа» (англ. Blackburn Skua) — британский палубный самолёт времён Второй мировой войны. Использовался Авиацией Королевских ВМС в роли пикирующего бомбардировщика и истребителя.

## История создания
Великобритания в начале 20-го века владела огромным количеством территорий на всех пяти обитаемых континентах. Королевский военно-морской флот был мощнейшим инструментом обеспечения стратегических и политических интересов Великобритании. К началу Второй Мировой войны одним из самых современных видов вооружения передовых флотов мира стала палубная авиация. В составе Королевского флота было достаточное количество авианосцев, способных доставить английские самолёты в любую точку мирового океана.
Но могущественный авианесущий флот Великобритании был оснащён устаревшими тихоходными бипланами с открытой кабиной и неубирающимся шасси. Министерство авиации Великобритании разработало техническое задание и в 1934 году объявило конкурс на создание нового многоцелевого палубного самолёта. Согласно заданию это должен был быть двухместный цельнометаллический моноплан с закрытой кабиной экипажа и убирающимся шасси, способный выполнять функции пикирующего бомбардировщика и истребителя сопровождения.
На конкурс представили свои проекты несколько ведущих английских авиастроительных фирм. Победителем был признан проект фирмы Blackburn Aircraft Company, разработанный под руководством заместителя Главного конструктора фирмы Дж. Э.Петти. В апреле 1935 года, после согласования всех замечаний заказчика, с компанией был подписан контракт на строительство двух прототипов для проведения всесторонних испытаний.
9 февраля 1937 года первый опытный самолёт поднялся в воздух, полёт прошёл успешно. Самолёт получил официальное название Blackburn Skua. На первом прототипе была проведена полная программа испытаний, в том числе и полёты с авианосцев, после чего, в конструкцию внесли некоторые изменения. Второй прототип приступил к лётным испытаниям в мае 1938 года.
Перед началом войны потребность в новом истребителе-бомбардировщике для ВМС ощущалась настолько остро, что было принято решение о запуске самолёта в серийное производство ещё до завершения всего цикла испытаний. Серийное производство было организовано на заводе фирмы в городе Brough. С октября 1938 года по март 1940 года было построено 190 самолётов. В октябре 1938 года Blackburn Skua был принят на вооружение морской авиации Великобритании. Первые Skua получили авианосцы «Арк Ройал» и «Фьюриос».

## Эксплуатация и боевое применение
После поступления серийных самолётов на вооружение Воздушных сил флота они активно эксплуатировались в течение первых двух лет войны на различных театрах боевых действий. Они применялись во время операций у берегов Франции, Норвегии и в Средиземноморье. 25 сентября 1939 во время воздушного эскортирования линкоров «Нельсон» и «Родни» лейтенант Б. С. Макъюэн (англ. B. S. McEwen) и петти-офицер Б. М. Сеймур (англ. B. M. Seymour) на самолёте «Скьюа», принадлежащим 803 эскадрилье авианосца «Арк Роял», сбили немецкую летающую лодку Дорнье Do-18. Тем самым «Скьюа» стала первым британским самолётом, сбившим вражеский самолёт во Второй мировой войне. 10 апреля 1940 года 15 бомбардировщиков «Скьюа» из 800 и 803-й бомбардировочных эскадрилий, базировавшихся на Оркнейские островах, атаковали повреждённый норвежскими береговыми батареями немецкий лёгкий крейсер «Кёнигсберг». В результате атаки «Кёнигсберг» получил 3 прямых попадания авиабомб и затонул. Это был первый в истории случай потопления крупного боевого корабля авиацией.
Самолёты Blackburn Skua привлекались к прикрытию эвакуации экспедиционного корпуса из Дюнкерка, работая в качестве пикировщиков и штурмовиков. С сентября 1940 года эти самолёты отражали атаки итальянских бомбардировщиков на английские корабли в Средиземном море. На этом боевые успехи Skua закончились и с марта 1941 года самолёты стали снимать с авианосцев и передавать в учебные и вспомогательные части. Окончательно они были сняты с вооружения в августе 1941 года.
В это время развитие мировой авиации шло очень высокими темпами и самолёт, созданный по спецификации середины тридцатых годов, в начале сороковых уже полностью устарел. Также потери этих самолётов были высоки. Уцелевшие Skua ещё несколько лет использовались в качестве тренировочных самолётов и буксировщиков мишеней-рукавов. Последние Blackburn Skua были списаны в марте 1945 года.

## Модификации
Skua Mk I
Прототип с двигателем Bristol Mercury IX (840 л. с.), построено 2.
Skua Mk II
Серийная модификация, двигатель Bristol Perseus XII (903 л. с.). Фюзеляж удлинён, законцовки крыла приподняты; построено 190.

## Конструкция
Морской истребитель-бомбардировщик «Blackburn Skua» представлял собой свободнонесущий двухместный моноплан цельнометаллической конструкции классической компоновочной схемы с убирающимся шасси.
- Фюзеляж — типа полумонокок круглого сечения. Силовой набор каркаса фюзеляжа состоял из набора лонжеронов, стрингеров и шпангоутов. В конструкции фюзеляжа были предусмотрены водонепроницаемые отсеки, которые обеспечивали возможность самолёту оставаться на плаву, в случае если бы он был сбит над морем[2].

В носовой части фюзеляжа располагался мотоотсек, который отделялся от остальной части фюзеляжа противопожарной перегородкой. Двигатель крепился к мотораме. Моторама представляла собой ферменную конструкцию с кольцом в основании. За носовой частью размещалась кабина экипажа, выступающая над верхней поверхностью фюзеляжа. Двухместная кабина закрывалась общим фонарем.
В средней части фюзеляжа, в районе центроплана, под кабиной находился бомбоотсек, затем два топливных баков и различное оборудование. В бомбоотсеке было смонтировано специальное приспособление, в виде металлической трапеции, которое отводило бомбу, при сбросе её с пикирования, за плоскость винта.
В хвостовой части фюзеляжа был предусмотрен отсек для уборки тормозного посадочного крюка.
- Крыло — двухлонжеронное, трапециевидное в плане состояло из центроплана и двух консолей, которые крепились к центроплану при помощи шарнирного соединения. Консоли крыла, в стояночном положении самолётов на авианосце, складывались вручную назад с поворотом на 90 градусов вокруг своей оси. Крыло было оборудовано тормозными щитками, закрылками и элеронами[2].
- Хвостовое оперение — однокилевое, классического типа. Стабилизатор располагался сзади по отношению к килю и рулю направления. Для облегчения вывода самолёта из пикирования применялись рули высоты увеличенной площади.
- Шасси — трехопорное с задним костыльным колесом. Основные стойки убирающиеся назад по полету, в ниши на консолях крыла, при помощи гидравлического механизма, крепятся к центроплану. Амортизация основных стоек воздушно-масляная. Костыльное заднее колесо неубираемое[2].
- Силовая установка — девятицилиндровый однорядный радиальный двигатель воздушного охлаждения Bristol Perseus XII мощностью 905 л. с. Двигатель крепился на мотораму в носовой части фюзеляжа. Воздушный винт De Havilland металлический трёхлопастный изменяемого шага диаметром 3,5 м. Топливо размещалось в двух основных топливных баках емкостью по 282 л. каждый, расположенных в средней части фюзеляжа. Перед кабиной пилота, в носовой части фюзеляжа, был установлен дополнительный бак емкостью 177 л[2].
- Вооружение — стрелковое вооружение пулемета «Браунинг» калибра 7,7 мм, установленных в консолях крыла и один оборонительный пулемет «Льюис» калибра 7,7 мм, расположенный на шкворневой установке для обороны задней полусферы. Бомбовое вооружение — в центроплане находился бомбоотсек под одну бомбу калибра 226,8 кг, по бокам то центрального бомбоотсека располагались ещё два бомбоотсека для боеприпасов меньшего калибра[2].

## Тактико-технические характеристики

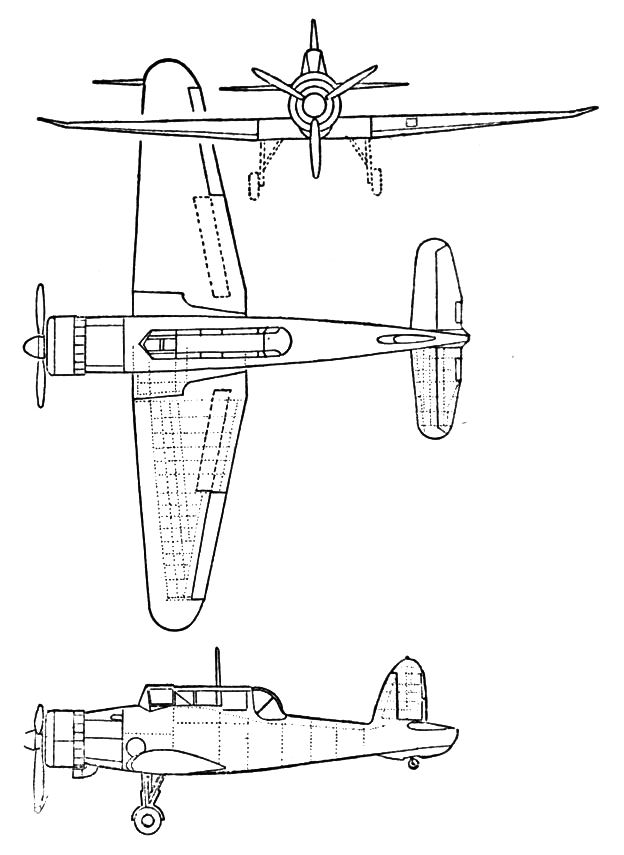
Схема Blackburn Skua из журнала L'Aerophile за ноябрь 1939 года

Приведённые характеристики соответствуют модификации Mk.II.
Источник данных: Jackson, 1989; Thetford, 1991.

Технические характеристики
- Экипаж: 2
- Длина: 10,85 м
- Размах крыла: 14,07 м
  - сложенное: 4,72 м
- Высота: 3,81 м
- Площадь крыла: 29,64 м²
- Профиль крыла: корень: NACA 2416; законцовки: NACA 2409[5]
- Масса пустого: 2493 кг
- Нормальная взлётная масса: 3732 кг
- Силовая установка: 1 × воздушного охлаждения Bristol Perseus XII
- Мощность двигателей: 1 × 905 л. с. (1 × 675 кВт)
- Воздушный винт: трёхлопастный изменяемого шага

Лётные характеристики
- Максимальная скорость:  
  - на высоте: 362 км/ч на 1981 м
  - у земли: 328 км/ч
- Крейсерская скорость: 183 км/ч
- Практическая дальность: 700 км
- Практический потолок: 6157 м
- Скороподъёмность: 8,03 м/с
- Нагрузка на крыло: 128 кг/м²
- Тяговооружённость: 180 Вт/кг

Вооружение
- Стрелково-пушечное:  
  - 4 x 7,7-мм пулемёта Браунинг M1919 в крыле
  - 1 x 7,7-мм пулемёт Lewis или Vickers K в задней кабине
- Бомбы: 1 x 227 кг под фюзеляжем

## Эксплуатанты
Великобритания
- ВВС Флота Великобритании (Fleet Air Arm) (до мая 1939 года часть ВВС): эскадрильи 755, 757, 758, 759, 760, 767, 769, 770, 771, 772, 774, 776, 778, 779, 780, 782, 787, 788, 789, 791, 792, 794, 797, 800, 801, 803, 806.
- ВВС Великобритании: Подразделения противовоздушной обороны RAF